# Хуцу (Бакау)
Хуцу (рум. Huțu) насеље је у Румунији у округу Бакау у општини Гаичана. Oпштина се налази на надморској висини од 204 m.

## Становништво
Према подацима из 2002. године у насељу је живело 483 становника, од којих су сви румунске националности.